# 오토 시미트

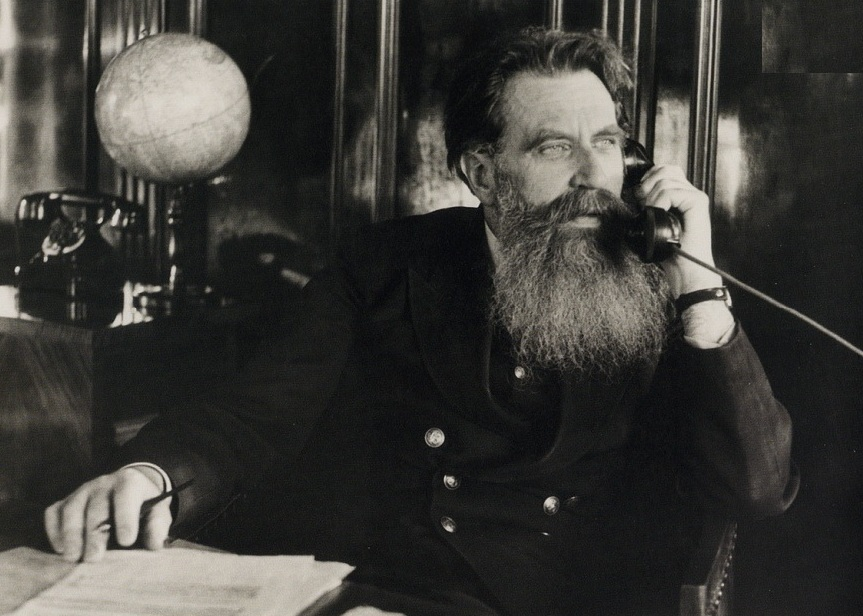

오토 율리예비치 시미트(러시아어: О́тто Ю́льевич Шмидт, 1891년 9월 30일 ~ 1956년 9월 7일)는 소비에트 연방의 과학자, 수학자, 천문학자, 지리학자, 정치가이다. 1937년 6월 27일에 소비에트 연방 영웅 칭호를 받았으며 소련 공산당원이었다.

## 생애
오토 시미트는 러시아 제국의 마힐료우(오늘날의 벨라루스)에서 태어났다. 그의 아버지는 쿠를란트(오늘날의 라트비아)에 정착한 독일인이었고, 어머니는 라트비아인이었다.
1913년 그는 베라 야니츠카야(정신분석학자)와 결혼하였다. 그리고 키예프 대학교를 졸업하여 1916년부터 개인 강사로 일하였다. 러시아 혁명 후, 그는 몇몇 인민위원회 (Narkomats)의 위원이 되었다. 시미트는 소비에트 러시아에서 더 높은 교육제도, 출판, 과학을 발전시킨 중요한 공로자 중 한 사람이었다.
그는 나르콤프로스(Narkompros: 교육 인민위원회, 교육부에 해당), 소련방 인민위원회 산하 국립 과학위원회, 그리고 공산주의 아카데미에서 일했다. 시미트는 또한 1921년부터 1924년 사이에 국립 인쇄소(Gosizdat)의 관리자로도 근무하였다. 그리고 1924년부터 1941년 사이에 소비에트 대백과사전의 수석편집인으로 일하였으며, 1923년부터 1956년까지 모스크바 대학교 교수로 일하였다. 또한 1930년~1932년 사이에 북극연구소장으로 근무하였다.
1932년부터 1939년 사이에 그는 글라브세프모르푸트(Glavsevmorput': Glavnoe upravlenie Severnogo Morskogo Puti)의 수장으로 임명되었는데, 이 기구의 업무는 북극해 항로에 있어서 모든 상업적 운항을 감독하는 것이었다. 1939년부터 1942년 사이에는 소련 과학아카데미 부원장이 되었다. 그곳에서 그는 이론적 지구물리학회(理論的 地球物理學會)를 조직했는데, 1949년까지 그는 이 학회의 지도자를 맡았다. 시미트는 또한 모스크바 대수학(代數學) 학교의 창립자이기도 했다.
1940년대 중반에 그는 지구와 태양계의 다른 행성들의 생성에 있어서 새로운 가설을 제시했는데, 시미트는 그가 죽을 때까지 소련 과학자 그룹과 함께 그 가설을 발전시켜 나갔다.
또한 시미트는 유명한 북극 탐험가였다. 1929년과 그 이듬해에 그는 증기 쇄빙선 게오르기 세도프 호를 이끌고 북극탐험을 했다. 그 탐험에서 그는 첫 번째의 과학연구 기지를 제믈랴프란차이오시파 제도에 세웠다. 카라해의 북서부와 세베르나야젬랴 제도의 서쪽을 탐험하고, 몇몇 섬들을 찾아내었다.
1932년 블라디미르 보로닌 대장과 함께 한 시미트의 증기 쇄빙선 '시비랴코프'호 탐험은 사상(史上) 최초로 아르항겔스크에서 태평양까지 월동을 하지 않고서 논스톱으로 항해하는 것을 해냈다.
1933년에서 그 이듬해까지 시미트는 보로닌 대장과 함께 증기선 첼류스킨 호를 이끌고 북극해 항로를 탐험했다. 1937년 그는 유빙 관측소 "북극점-1"을 세우는 공중(空中)의 원정을 지휘했다.
그는 소비에트 연방 중앙집행위원회 위원이었으며 제1 최고소비에트 대의원이었다. 레닌상(償)을 세 번 수상하였고, 다른 세 가지의 상과 많은 메달을 받았다. 카라 해에 있는 한 섬, 축치해의 해안에 있는 곶, 축치 자치주, 소련 과학아카데미의 지구물리학회 등에 시미트의 이름이 붙어 있다.

## 같이 보기
- 프로베니우스 군